# Даниълс
Окръг Даниълс (на английски: Daniels County) е окръг в щата Монтана, Съединени американски щати. Площта му е 3696 km², а населението - 2017 души (2000). Административен център е град Скоуби.